# 30 Seconds
30 Seconds is een party-, bord- en kennisspel ontworpen door Calie Esterhuyse en voor het eerst uitgebracht in Zuid-Afrika in 1998.
Het spel wordt gespeeld met twee of meer teams van minimaal twee spelers. Elke ronde pakt de speler een kaart van de stapel en heeft 30 seconden de tijd om de vijf onderwerpen, personen of plaatsen die op de kaart staan te beschrijven, zonder de kaart te laten zien of een deel van de naam te noemen.
Het doel is dat zijn teamgenoten binnen de tijdslimiet zoveel mogelijk woorden op de kaart correct raden. Zo maken ze kans om het fiche van hun team naar de finish op het speelbord te verplaatsen.
Het spel geniet internationale bekendheid en is in meerdere talen vertaald. Het is onder andere te koop in Nederland, Duitsland, Australië, Engeland, Frankrijk, de Verenigde Staten en Ierland. Voor spelers onder de 12 jaar is er ook een juniorversie gemaakt.

## Doel van het spel
Het algemene doel van het spel is dat elk team als eerste zijn fiche van start tot finish over het bord weet te verplaatsen, langs een route van 35 afwisselend blauwe en gele vakjes.
Teams gaan vooruit door de woorden die hun teamgenoot in elke ronde beschrijft, correct te raden.

## Spelverloop
De spelers worden in teams verdeeld. Elk team kiest een fiche van een kleur en plaatst deze op het START-vakje.
Aan het begin van elke ronde gooit het team een speciale 30 seconds-dobbelsteen om een handicap te bepalen. De dobbelsteen heeft zes zijden met de waarden 0, 1 of 2. Deze handicap wordt afgetrokken van het aantal juiste antwoorden tijdens die beurt om te bepalen hoeveel vakjes hun pion mag opschuiven. Het gooien van '0' is daarom de meest gunstige worp.
Nu kiest het team een omschrijver voor deze beurt, terwijl de rest van het team de woorden mogen raden. De omschrijver binnen een team moet bij elke beurt rouleren.
De omschrijver trekt een kaart van de "UIT"-kant van de kaartenbak zonder naar de woorden te kijken voordat de tijd begint te lopen. Elke kaart heeft een gele en een blauwe zijde. De speler leest vanaf de zijde die overeenkomt met het gekleurde vakje waarop zijn fiche staat. Op elke zijde van de kaart staan vijf woorden afgedrukt.
Vervolgens draait het andere team de zandloper om en begint het met beschrijven en raden. De beschrijver mag de vijf woorden in elke gewenste volgorde en op elke gewenste manier beschrijven, bijvoorbeeld door te zingen, te neuriën en te gebaren. 
Het is voor de omschrijver verboden:
- De woorden die op het kaart staan te benoemen;
- Woorden die zijn afgeleid van van de woorden op de kaart te benoemen;
- Te zeggen wat de beginletter van het woord is;
- Woorden te vertalen;
- De benoemen hoe het klinkt of waar het op rijmt.
- Te wijzen naar objecten in de kamer.

Terwijl de omschrijver de woorden omschrijft roepen de teamleden hun suggesties. Het is de verantwoordelijkheid van de andere teams om de zandloper in de gaten te houden en "stop" te roepen zodra deze is afgelopen.
Na afloop van de 30 second berekent het team hoeveel vakjes ze vooruitgaan door het aantal goede antwoorden te nemen en daar de handicap van af te trekken. Als de handicap hoger is dan de juiste voorspellingen, gaat het team niet achteruit.
Het team legt de gebruikte kaart terug in de "IN"-zijde van de kaartenbak. Het volgende team is aan de beurt.
Het eerste team dat het FINISH-vakje bereikt, is de winnaar van het spel.

## Aanwijzingen
Aanwijzingen zijn over het algemeen kort, met een sterke nadruk op synoniemen en associaties. Als het antwoord bijvoorbeeld "Amsterdam" is, kan de aanwijzing zo kort en simpel zijn als: "Hoofdstad van Nederland".

## Ontwikkeling
30 Seconds is ontworpen door Calie Esterhuyse in samenwerking met anderen.
In 1996, tijdens een vakantie in Gordon's Bay, bedacht tennisser Marius Barnard een spel voor de 20 aanwezigen. Iedereen moest een naam op een stukje papier schrijven en dit in een kom leggen. De papiertjes werden geschud en de gasten werden als partners ingedeeld. Ze kregen de opdracht een papiertje te pakken en hadden 40 seconden de tijd om de tekst aan hun teamgenoot uit te omschrijven.
Het spel werd een jaar later opnieuw gespeeld in een strandhuis aan de Groot Brakrivier, waar Esterhuyse aanwezig was. Dit bracht haar op het idee om een spannend bordspel te ontwikkelen met een soortgelijk spelverloop.
Eerder had Esterhuyse reeds een ander spel ontwikkeld, Goldquest, dat vanaf 1993 verkrijgbaar was.

## Spelprogramma
Vanaf 17 augustus 2024 zond SBS6 een spelprogramma uit gebaseerd op 30 Seconds.